# Triệu Thành, Triệu Sơn
Triệu Thành là một xã thuộc huyện Triệu Sơn, tỉnh Thanh Hóa, Việt Nam.
Xã Triệu Thành có diện tích 11.09 km², dân số năm 1999 là 5452 người, mật độ dân số đạt 492 người/km².